# Shinwa Real Estate (Thailand)
Shinwa Real Estate (Thailand) Co.,Ltd.は、信和グループがタイ・バンコクで設立した不動産開発会社。

## 概要
タイ、バンコク市内でコンドミニアム開発を行う。Shinwa Real Estate (Thailand) Co.,Ltd.・信和不動産株式会社・Woralukプロパティ社の3社で共同企業体の「W-SHINWA.Co.,Ltd.」を設立。　2023年にShinwa Real Estate (Thailand) Co.,LtdがWoralukプロパティ社の持ち分を購入し社名を「SHINWA　PROPERTY　Co.,LTD」へと変更した。
このプロジェクトで、同グループの信和不動産が手がけてきた「ドルチェ ヴィータ」のアイデアを駆使し、デザインと機能面で日本にもタイにもない新しい分譲マンション建設に取り組んだ。

## 沿革
- 2015年10月　会社設立
- 2020年2月　RUNESU Thonglor ５竣工
- 2021年8月　Shinwa Real Estate (Thailand) Co.,Ltd.初の戸建て住宅開発開始

## 開発物件
- 2020年2月　RUNESU Thonglor5竣工　＜1589 Sukhumvit Rd.Phrakanong nua Wattana Bangkok 10110／8 階建・156 住戸＞
- シーナカリンに2021年8月よりShinwa Real Estate (Thailand) Co.,Ltd.初の戸建て住宅開発開始